# Ragnar Nathanaelsson
Ragnar Ágúst Nathanaelsson (Selfoss, Islandia, 27 de agosto de 1991) es un jugador de baloncesto islandés que actualmente juega en el Haukar Hafnarfjörður de la Domino's deildin islandesa. Con 2,18 metros de altura juega en la posición de Pívot. Es internacional absoluto con Islandia.

## Trayectoria Profesional

### Inicios
Se formó en la cantera del Hamar Hveragerði de la 1. deild karla (2.ª división islandesa).
Debutó con el primer equipo en la temporada 2009-2010, con tan sólo 18 años. Jugó 21 partidos con un promedio de 3,5 puntos, 7 rebotes y 1,7 tapones en 21,3 min de media.
En la temporada 2010-2011, jugó 21 partidos con un promedio de 5,6 puntos (54,5 % en tiros de 2), 8,3 rebotes y 2,5 tapones en 24,7 min de media.
Al final de la temporada 2011-2012, fue elegido en el 2ª mejor quinteto de la 1. deild karla y en el mejor quinteto de jugadores islandeses de la 1. deild karla, ambas cosas por Eurobasket.com.
En la temporada 2012-2013, fue subcampeón de la 1. deild karla  y a final de temporada fue elegido por 2.ª vez en el 2.º mejor quinteto de la 1. deild karla y en el mejor quinteto de jugadores islandeses de la 1. deild karla, ambas cosas por Eurobasket.com.

### Þór Þorlákshöfn
Firmó para la temporada 2013-2014 por el Þór Þorlákshöfn de la Úrvalsdeild karla (1.ª división islandesa).
Disputó 22 partidos de liga y 4 de play-offs con el conjunto de Þorlákshöfn, promediando en liga 15,6 puntos (58,2 % en tiros de 2), 12,6 rebotes y 2,2 tapones en 31,9 min de media, mientras que en play-offs promedió 14,3 puntos (50 % en tiros de 2), 14,5 rebotes, 1,8 asistencias y 3 tapones en 29,3 min de media.
Fue el 3.er máximo reboteador y taponador de la Úrvalsdeild karla. A final de temporada fue nombrado pívot del año de la Úrvalsdeild karla y jugador islandés del año de la Úrvalsdeild karla y elegido en el mejor quinteto de la Úrvalsdeild karla y en el mejor quinteto de jugadores islandeses de la Úrvalsdeild karla, todo ello por Eurobasket.com.

### Sundsvall Dragons
El 9 de julio de 2014, los Sundsvall Dragons suecos, anunciaron su incorporación para la temporada 2014-2015.
Disputó 30 partidos de liga y 3 de play-offs con el cuadro de Sundsvall, promediando en liga 2,4 puntos (62 % en tiros de 2 y 84,6 % en tiros libres) y 2,5 rebotes en 7,7 min de media, mientras que en play-offs promedió 0,7 puntos (100 % en tiros de 2) y 0,3 rebotes en 3,3 min de media.

### Regreso al Þór Þorlákshöfn
Volvió al Þór Þorlákshöfn islandés para la temporada 2015-2016, con el que fue subcampeón de copa.
Disputó 22 partidos de liga y 4 de play-offs con el conjunto de Þorlákshöfn, promediando en liga 13,3 puntos (59,8 % en tiros de 2 y 65,9 % en tiros libres), 12 rebotes, 1,1 asistencias y 1,8 tapones en 29,5 min de media, mientras que en play-offs promedió 11,5 puntos (64,3 % en tiros de 2 y 76,9 % en tiros libres), 11,3 rebotes, 1,8 asistencias y 2,8 tapones en 25,8 min de media.
Fue el 2.º máximo taponador y el 3.er máximo reboteador de la Úrvalsdeild karla. A final de temporada fue nombrado por 2.ª vez pívot del año de la Úrvalsdeild karla y elegido (también por 2.ª vez) en el mejor quinteto de la Úrvalsdeild karla y en el mejor quinteto de jugadores islandeses de la Domino's League, todo ello por Eurobasket.com.

### El salto a España
El 25 de agosto de 2016, el Cáceres Patrimonio de la Humanidad de la LEB Oro (2.ª división española), anunció su fichaje para la temporada 2016-2017, dando así el salto a España y siendo el techo de la liga junto con Felipe dos Anjos. En enero de 2017 causó baja en el club extremeño y fichó hasta final de temporada por el Arcos Albacete Basket de LEB Plata.

### De vuelta a Islandia
Tres haber jugado en el Njarðvík y Valur el 1 de junio de 2020 ficha por el Haukar.

## Selección Islandesa

### Categorías inferiores
Disputó con las categorías inferiores de la selección islandesa el Europeo Sub-18 División B de 2009, celebrado en Sarajevo, Bosnia-Herzegovina, donde Islandia quedó en 13.ª posición y el Europeo Sub-20 División B de 2011, celebrado en Sarajevo, Bosnia-Herzegovina, donde Islandia quedó en 14.ª posición.
En el Europeo Sub-18 División B de 2009 jugó 8 partidos con un promedio de 2,9 puntos (57,9 % en tiros de 2) y 3,3 tapones en 9 min de media. Fue el máximo taponador de su selección (0,6 por partido).
En el Europeo Sub-20 División B de 2011 jugó 8 partidos con un promedio de 2,5 puntos, 4,5 rebotes y 1,6 tapones en 18,6 min de media. Fue el máximo taponador de su selección.
Finalizó el Europeo Sub-20 División B de 2011 como el 4.º máximo taponador y el 20.º en rebotes ofensivos (2,4 por partido).

### Absoluta

#### 2013
Debutó con la absoluta de Islandia en agosto de 2013, en la 1.ª fase de clasificación para el EuroBasket 2015, consiguiendo la selección de baloncesto de Islandia clasificarse para la 2.ª fase.
Jugó 4 partidos con un promedio de 1,8 puntos (75 % en tiros de 2) y 1,5 rebotes en 6,8 min de media.
Participó en los Juegos de los Pequeños Estados de Europa de 2013, celebrados en Luxemburgo, donde la selección de baloncesto de Islandia se colgó la medalla de bronce.

#### 2014
En agosto de 2014, fue convocado para la 2.ª fase de clasificación para el EuroBasket 2015, consiguiendo la selección de baloncesto de Islandia clasificarse para el EuroBasket 2015 (1.ª vez en su historia que se clasificaron para un EuroBasket).
Jugó 4 partidos con un promedio de 1,3 puntos (66,7 % en tiros de 2) y 1,3 rebotes en 6,3 min de media.

#### 2015
Participó en el EuroBasket 2015, celebrado entre Alemania, Croacia, Francia y Letonia, donde la selección de baloncesto de Islandia quedó en 24ª posición.
Jugó 2 partidos con un promedio de 2,5 rebotes en 5,5 min de media.
Disputó los Juegos de los Pequeños Estados de Europa de 2015, celebrados en Reikiavik, Islandia, donde la selección de baloncesto de Islandia se colgó la medalla de plata.

## Clubes
- Hamar Hveragerði (2009-2013)
- Þór Þorlákshöfn (2013-2014)
- Sundsvall Dragons (2014-2015)
- Þór Þorlákshöfn (2015-2016)
- Cáceres Patrimonio de la Humanidad (2016-2017)
- Arcos Albacete Basket (2017)
- Njarðvík (2017-2018)
- Valur Reykjavík (2018-2020)
- Haukar Hafnarfjörður (2020-actualidad)